# Hyperalonia surinamensis
Hyperalonia surinamensis är en tvåvingeart som beskrevs av Camillo Rondani 1863. Hyperalonia surinamensis ingår i släktet Hyperalonia och familjen svävflugor. Inga underarter finns listade i Catalogue of Life.